# Anna Ptaszycka

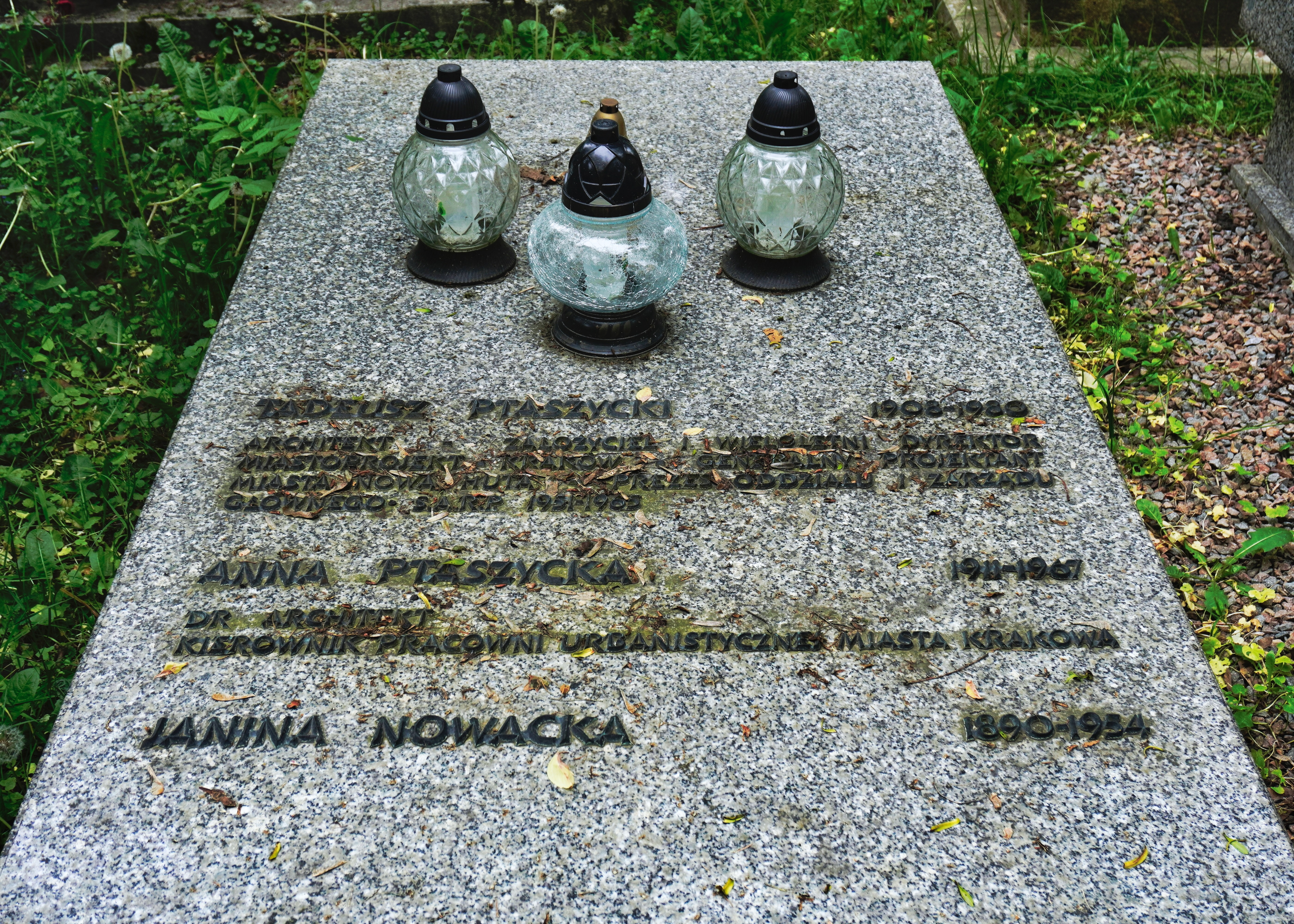
Grób Tadeusza i Anny Ptaszyckich oraz Janiny Nowackiej na cmentarzu Rakowickim w Krakowie

Anna Jadwiga Ptaszycka (ur. 13 października 1911 w Warszawie, zm. 24 października 1967 w Krakowie) – polska architektka.

## Życiorys
Urodziła się w rodzinie Michała i Janiny Nowackich (1890–1954). Od wczesnej młodości działała w harcerstwie. Studiowała na Wydziale Architektury Politechniki Warszawskiej, po ukończeniu nauki w 1936 poślubiła architekta Tadeusza Ptaszyckiego. W 1939 urodziła się ich córka Danuta Maria, która została geografem, architektem krajobrazu.
Podczas II wojny światowej prowadziła badania nad organizacją miejskich terenów zielonych, brała udział w walce konspiracyjnej w szeregach Związku Walki Zbrojnej, a następnie w Armii Krajowej, ps. Biała. Po wybuchu powstania warszawskiego przyłączyła się do walk, osiągnęła stopień podporucznika.
Od lutego 1945 zaangażowała się w prace Biura Odbudowy Stolicy, w listopadzie tego samego roku dołączyła do męża, który za namową gen. Mariana Spychalskiego przyjął propozycję pracy w ramach Wrocławskiej Dyrekcji Odbudowy. Poza pracą w Biurze Planu Wrocławia pracowała naukowo w Katedrze Urbanistyki Politechniki Wrocławskiej pod kierunkiem Tadeusza Wróbla. W 1950 obroniła na Wydziale Architektury Politechniki Warszawskiej pracę doktorską na temat Zieleni Wrocławia, kilka miesięcy później dołączyła do męża, który od roku mieszkał w Krakowie.
Od 1950 przez dwa lata była adiunktem na Wydziale Architektury Politechniki Krakowskiej. Należała do grupy współorganizatorów Pracowni Planu Ogólnego, a następnie prowadziła ją do czerwca 1955. Miesiąc później została kierownikiem Miejskiej Pracowni Urbanistycznej Prezydium Rady Narodowej miasta Krakowa. Była członkiem Komisji Urbanistyki i Architektury Polskiej Akademii Nauk i Rady Narodowej miasta Krakowa.
W 1950 opublikowała monografię pt. Przestrzenie zielone w miastach (Ludowa Spółdzielnia Wydawnicza, 227 ss.). W 1956 ukazała się pierwsza urbanistyczno-architektoniczna monografia Wrocławia, w której dwa pierwsze rozdziały zostały napisane przez Annę Ptaszycką.
W 1958 poważnie zachorowała i zmuszona była ograniczyć pracę zawodową, mimo to uczestniczyła w pracach SARP, podczas jednego z zebrań Oddziału Krakowskiego zasłabła i nie odzyskawszy przytomności zmarła mając 56 lat. Spoczywa na cmentarzu Rakowickim (kwatera LXVIII-11-10).

## Ordery i odznaczenia
- Krzyż Oficerski Orderu Odrodzenia Polski (1964)[4]
- Brązowy Krzyż Zasługi z Mieczami
- Złoty Krzyż Zasługi (8 lipca 1954)[6]
- Medal 10-lecia Polski Ludowej (30 grudnia 1954)[1]